# 大人物樂團
Mr. Big（大人物合唱團）於1988年創立，是一隊美國硬式搖滾樂隊，由吉他手保羅·吉伯、鼓手Pat Torpey和低音結他手比利·席恩組成，取名自保羅·羅傑斯70s年代的樂隊Free當中的一首歌「Mr.Big」。他們高層次的音樂修為和緊密的成員互動，一直為樂迷津津樂道，這亦使他們獲得到不錯的評價和流行榜成績。而聲樂和和聲的注重則成為了他們歌曲的標誌。著名的例子便是"To Be with You" (1992年一度成為十五個國家的第一位單曲) 和 "Just Take My Heart"。
儘管內部衝突和音樂潮流不斷變化，但大人物樂隊二十多年來一直保持活躍和流行。他們在2002年終於分開，2009年卻又因樂迷的要求和一次機緣巧合下促成樂隊的重組；宣佈重組後，他們以日本作為第一站，開始展開巡迴演出。至今，大人物樂隊已經發佈了九張專輯，最新的是Defying Gravity（2017）。 2017年7月，華納音樂把所擁有的大人物樂隊錄音出售給香港的唱片公司Evolution Music Group。2018年2月7日,創團鼓手Pat Torpey因帕金森氏症所引發的併發症於家中病逝,享壽64歲,樂團隨後宣布將暫時暫停所有活動。

### 樂隊組成 (1988–1989)
自樂隊低音結他手比利·席恩於1988年離開大衛·李·羅斯的樂隊後，他開始從一間專門延攬技術型樂手的唱片公司彈片記錄之麥可·瓦爾尼幫助下，籌組新樂隊。他招募了艾瑞克·馬丁，一個以搖滾及騷靈音樂為主的主音。不久之後又加入了吉他手Gilbert和鼓手Torpey。Paul Gilbert當時已經是一位備受尊崇的結他手，他已與從洛杉磯組成的樂隊 Racer X發行了兩張專輯。而Torpey則從亞利桑那州來到加州，他曾與許多著名的藝術家合作和錄音，包括Impellitteri, Stan Bush, Belinda Carlisle, Ted Nugent, The Knack 和Jeff Paris（後來又與Mr. Big合作創作）。

### 樂隊的突破 (1989–1997)
樂隊初組成，他們招聘了曾經是Journey，Europe和Santana的經理人作為他們的經理人。1989年，他們跟唱片公司Atlantic Records簽約並於同年推出同名專輯self-titled debut。專輯雖沒有為樂隊於主流搖滾樂壇獲得重大成功，但卻在日本取得了相當多的注意力。 1990年6月，樂隊為Rush的Presto巡迴演出進行開幕嘉賓。1990年8月，動作電影Navy SEALs.採用了他們的歌曲"Strike Like Lightning"和"Shadows"作為電影配樂，並進行獨家發行。
1991年，樂隊推出第二張專輯Lean Into It，唱片封面有一輛Montparnasse derailment脫軌列車。此專輯對他們來講是一個重大的商業突破，並賣出白金銷量。當中的搖滾抒情單曲To Be with You登上了多達15個國家的流行榜，其他歌曲同樣受歡迎如Just Take My Heart和Green-Tinted Sixties Mind等。他們在同年4和5月和翌年於英國進行巡迴演出，後來又推出了一張現場演出專輯 Mr. Big Live。樂隊開始被更多聽眾接受，又為知名樂團如: Aerosmith 作為開幕嘉賓和得到眾多亞洲國家的愛戴尤其是日本。 
1993年, 樂隊推出第三張專輯 Bump Ahead, 他們再以抒情單曲"Wild World"得到不少迴響, 並在Billboard Hot 100一度上升到第27位.雖然據說樂隊其實是受SEGA電子遊戲公司的招聘下才為遊戲The Amazing Spider-Man vs. The Kingpin The Amazing Spider-Man vs. The Kingpin的原聲大碟 Sega Mega-CD作出特別的翻唱版本。
1996年, 樂隊推出第四張專輯Hey Man。當中的歌曲"Take Cover" 被收錄在動漫原聲大碟。
儘管樂隊從未在美國市場上取得成功，但日本和亞洲大部分地區的人氣持續上升。他們繼續在亞洲進行巡迴演出，又在日本推出現場演出專輯。
1997年推出的Live At Budokan是其中一個只限日本推出的演場演出專輯。同年, 核心成員, 結他手Paul Gilbert因重組個人樂隊Racer X而宣布離隊，該樂隊隨即暫時中斷活動。

### Gilbert的離隊和陣容 (1997–2002)
1997年，隨著Gilbert的離隊，樂隊找到了Richie Kotzen作為代替。 Richie Kotzen是另一位Shrapnel唱片公司的藝人和前Poison的結他手。這陣容發佈了兩張專輯：1999年的Get Over It和2001年的Actual Size。Get Over It在1999年9月於日本發佈，並推薦了歌曲“Superfantastic”，然而反應不如想像中理想。他們跟Aerosmith於日本大阪的大阪巨蛋舉辦了20場的演出。Get Over It在2000年3月於美國發佈，後來又於加州的“Roxy”小型俱樂部進行演出。
儘管為Get Over It錄製的音樂影片已經完成了，但製作人卻聲稱音樂影片的權利和影片卻從未發布。
2001年，Actual Size於亞洲發佈，專輯成功登上亞洲各流行榜，而當中的 "Shine"更登上各個榜首。此更被動漫系列Hellsing用作片尾曲。
然而，矛盾從Sheehan開始於與Steve Vai. Martin, Kotzen,和Torpey進行巡迴演時產生,Martin, Kotzen,和Torpey打算在沒有Sheehan參與的情況下創作Actual Size的新曲，最後令Sheehan在Actual Size被提及其貢獻的
曲目只有兩首。後來，Martin和其他成員又對Sheehan在拍攝Shine音樂影片時的態度感到遺憾。最後，他們覺得繼續樂隊發展發展唯一方法是把Sheehan解僱。沒有Sheehan和Gilbert, Mr. Big的粉絲團不斷萎縮，最後迫使Martin和其他人重
邀Sheehan入團。雖然Sheehan對其他成員試圖從他所創造的樂隊解僱他感到悲憤，但是他為了進行告別演出而再次加入樂隊。
Mr. Big在2002年正式在Farewell Tour後宣告解散。

### 重組和What If... (2009–2013)
據報導，三人經歷感動的時刻後, 幾天之後他們決定聯絡主音Eric Martin, 並正式以原裝陣容進行重組。
2009年2月1日，一個名為 "Koh Sakai’s Burrn Presents: Heavy Metal Syndicate"的電台節目報道了從Mr. Big宮方傳來的消息, 內容宣佈了他們會以原裝陣容重組並推出專輯以慶祝他們成立二十週年。此事當時在二月份於日本引起了極大的迴響，他們隨即宣布6月份在當地十個地點（包括武道館）的演出。2009年9月, 他們在日本以外的地方繼續他們的巡演如：愛沙尼亞等。
華納音樂日本重新壓製發行了他們四張專輯，以及精選CD和DVD。專輯中有兩首外加歌曲，新歌“Next Time Around”，以及翻唱Argent的“Hold Your Head Up”。
2010年9月, Mr. Big由製作人Kevin Shirley的監制下於洛杉磯地區錄製了第七張專輯。專輯在2010年12月15日於在日本發行, 在歐洲於2011年1月21日發行What If... 是他們接近10年以來, 再次以全新素材創作新專輯。樂隊亦為專輯進行巡演, 當中包括The House of Blues, iRockout Festival 和Download Festival等。
隨著專輯的發佈，當中歌曲"Undertow"的音樂影片亦隨之發佈, 由導演Vicente和 Fernando Cordero於一個工業園區拍攝。
2011年5月10日, Mr. Big在菲律賓馬尼拉的Araneta體育館演出。樂隊演出了Lean Into It的大部分歌曲，並從What If中引入了幾首歌曲。此外，該他們到訪了英國和歐洲第地。
2011年7月，他們的專輯“Bump Ahead”“中的 "Colorado Bulldog"被用作Kami-sama No Memo-chō動漫系列的結尾曲。

### The Stories We Could Tell 和 Defying Gravity (2014–2018)
2014年鼓手Pat Torpey被診斷出罹患帕金森氏症並公諸於世，消息震驚搖滾樂壇,鼓手位置也改由Matt Starr頂替，他也是Ace Frehley（KISS）的鼓手。由於帕金森氏症導致Pat Torpey越來越不能像以前一樣打鼓,不過他仍然以「鼓樂製作人」角色持續參與Mr. Big的各項樂團工作，包含錄音室工作及世界巡迴演唱會。Mr. Big在2014年9月30日從Frontiers Records發表了他們的第八張專輯並由1999年為他們製作專輯Get Over It的Pat Regan監制。2017年發行《Defying Gravity》專輯，並再度舉辦世界巡迴演唱會。縱使鼓手位置由Matt Starr頂替,但Pat Torpey依然隨團完整的完成了巡迴,巡迴中則擔任和聲與輔助打擊樂手。, 
樂隊最新專輯Defying Gravity在洛杉磯的六天內錄製完成，並於2017年7月21日發行。Matt Starr錄製了所有鼓聲，而Pat Torpey則擔任鼓部分的製作人。同年7月，華納音樂把所擁有的Mr, Big錄音目錄被出售給香港公司Evolution Music Group。
2018年2月7日,創團鼓手Pat Torpey因帕金森氏症所引發的併發症於家中病逝,享壽64歲,樂團當下隨暫時暫停所有活動。該年在紀念演唱會結束後啟動30周年巡迴。

### 最後一張專輯 (2019–至今)
主唱馬丁在接受訪問指出在沒有Pat Torpey的情況下繼續前進令人很不舒服，他們預定在推出一張作品(視曲目數量而定，EP或專輯)後解散樂團。

## 歷年作品

### 專輯
Take Cover (1996)
In Japan (2002)
Back to Budokan (2009)
What If... (2010)
Live From the Living Room (2012)
...The Stories We Could Tell (2014)
Live from Milan (2018)
Lean into It (30th Anniversary Edition) (2021)
Mr. Big (2009)
Alive and Kickin' (Live) (2018)
Colorado Bulldog (Live) (2018)
Stop Messing Around (2021)

## 外部連接
- 大先生官方网站（页面存档备份，存于）
- 保羅·吉伯特官方网站 （页面存档备份，存于）
- 比利·席漢官方网站 （页面存档备份，存于）
- 艾瑞克·马丁官方网站 （页面存档备份，存于）
- 里奇·卡森官方网站 （页面存档备份，存于）
- 歌詞 （页面存档备份，存于）
- 大先生歌词 （页面存档备份，存于）
- 艾瑞克‧马丁的采访報導（页面存档备份，存于）

1. ↑  . Soundtrackinfo.com.   [2011-08-09]. （原始内容存档于2020-12-19）.
2. ↑  . AllMusic.   [2011-08-09].